# キム・ギョンホ
キム・ギョンホ（韓国語:김경호、1971年6月7日 - ）は、韓国のロック歌手。
全羅南道木浦市出身。身長178cm。

## 人物・来歴
- 1971年6月7日、両親ともにアナウンサーという家庭の二人兄弟の次男として生まれる。
- 1989年 高校3年生の時、KBSラジオ番組『ビバ青春』公開放送に出演。
- 1989年、KBS青少年創作歌謡祭にて、自作曲『夢そして愛』で銅賞受賞。
- 1991年、MBC大学歌謡祭にて、自作曲『長い離別』で銅賞受賞。
- 1994年10月、ファースト・アルバム『KIM KYUNG HO』を発表。
- 2001年5月、日本のヘヴィメタル雑誌『BURRN!』誌2001年7月号でインタビューを受け、日本での知名度を上げていく。
- 2009年4月10日、日本デビューアルバム『Chapter Zero』を発表。日本のヘヴィメタルバンド「SABER TIGER」の木下昭仁が2曲提供&ギターで参加。
- 2014年11月8日、13歳年下の日本人と結婚[1][2]。しかし、2018年6月に離婚した事を公表した[3]。

## ディスコグラフィ

### スタジオ・アルバム
|       | リリース       | タイトル         | 規格 |
| 1st   | 1994年10月00日 | KIM KYUNG HO     | CD   |
| 2nd   | 1997年6月1日   | kim:kyungho 1997 | CD   |
| 3rd   | 1998年5月26日  | 00:00:1998       | CD   |
| 4th   | 1999年4月1日   | KYUNG-HO KIM IV  | CD   |
| 5th   | 2000年7月7日   | kim kyungho-5th  | CD   |
| 6th   | 2001年8月11日  | The Life         | CD   |
| 7th   | 2003年8月11日  | Open Your Eyes   | CD   |
| 7.5th | 2004年7月12日  | 始作             | CD   |
| 8th   | 2006年2月23日  | Unlimited        | CD   |
| 9th   | 2007年11月27日 | Infinity         | CD   |
| 9.5th | 2009年6月25日  | Alive            | CD   |

### ベスト&ライブ・アルバム
| リリース       | タイトル                 | 規格   |
| 1997年1月1日   | Kim Kyung Ho Live        | CD     |
| 2000年10月00日 | ...Love U                | CD     |
| 2002年1月8日   | Kim Kyung Ho Best & Live | CD+VCD |

### デジタルシングル
| リリース       | タイトル                             |
| 2008年2月29日  | Another Story                        |
| 2009年3月23日  | Fly Away                             |
| 2010年10月18日 | Falling in Autumn Part 1.스치듯 안녕 |
| 2010年11月8日  | Falling in Autumn Part 2.Sad Song    |
| 2012年2月7日   | 하지 못했던 이야기                   |

### 日本盤アルバム
| リリース      | タイトル         | 販売生産番号 |
| 2009年4月10日 | チャプター・ゼロ | HMHR90133-1  |